# 張彝
張 彝（ちょう い、461年 - 519年）は、北魏の官僚。字は慶賓。本貫は清河郡東武城県。

## 経歴
張彝の曾祖父の張幸は南燕の東牟郡太守をつとめ、後に北魏に帰順して平陸侯の爵位を受け、平遠将軍・青州刺史に任じられた。祖父の張準之は平陸侯の爵位を嗣ぎ、東青州刺史となった。父の張霊真は早逝した。
孝文帝の初年、張彝は平陸侯の爵位を嗣ぎ、盧淵や李安民らと友情を結んだ。張彝は若くして豪放で、宮中に堂々と出入りして、遠慮会釈しなかった。文明太后はつつましい態度を好んだため、百官を召集して張彝を責めたが、張彝は改悛したようすを見せなかった。張彝は巡察監査の任を得意とし、地方の巡検に大使を派遣するおりには、つねに張彝がその任に選ばれた。張彝は清廉厳格に巡検の任務にあたり、派遣された地方の人々はみな畏伏し、同僚たちも張彝を優秀とみなした。
後に主客令となった。492年（太和16年）、爵位を降格されて侯から伯とされた。主客曹事を代行したまま、太中大夫に転じた。まもなく黄門となった。後に孝文帝の南征に従ったが、母が死去したため任を解かれて喪に服した。張彝の服喪は礼の規定を超えており、母の遺体を平城から郷里の家に送るのに、車馬に乗らず千里の道を徒歩で踏破した。孝文帝が冀州に行幸すると、使者を送って弔意を示した。張彝は驍騎将軍として再起を命じられ、もとの官位に戻された。洛陽遷都の方針確定に参与した功績により、爵位を侯に進められ、太常少卿に転じた。散騎常侍・侍中・持節・巡察陝東河南十二州として出向し、名声を上げた。巡察の任を終えて洛陽に帰還すると、尚書に転じた。元昭を推挙して兼郎中としたことが罪に問われて、守尚書に降格された。
宣武帝の初年、正式に尚書に任じられ、侍中を兼ねた。まもなく正式に侍中となった。501年（景明2年）、宣武帝が輔政6人を罷免して親政を開始すると、張彝は処分が尋常でないと知り、尚書の邢巒とともに洛陽を脱出して逃亡した。
ほどなく張彝は再起して安西将軍・秦州刺史として出向した。後に秦州刺史のまま撫軍将軍に進んだ。張彝は隴右で多くの新制を立てて旧俗を改め、民衆に敬愛された。興皇寺を建立し、罪科のある者はその軽重に従って建設工事の労役で罪を贖わせ、鞭杖の罰を振るわなかった。ときに陳留公主が寡婦暮らしをしていたが、張彝が公主に求婚すると、公主は求婚に応じた。僕射の高肇もまた公主に求婚していたが、拒絶されたため、高肇は怒って張彝について宣武帝に誣告した。張彝は勝手に刑法を立て、民衆に労役させていると弾劾された。宣武帝の命により直後の万弐興が調査に派遣された。万弐興は高肇と親しかったため、張彝を罪に落とそうと張彝の過失を探し回ったが、証拠を得ることはできなかった。張彝は洛陽に召還され、官の資格を停止されていた数年のあいだに、卒中を患い、手足が不自由になった。長らくを経て、光禄大夫の位を受け、金章紫綬を加えられた。
孝明帝の初年、張彝は崔光の推挙により征西将軍・冀州大中正の任を加えられた。張彝は洛陽に広壮な邸宅を営んだが、親族の分家の人々を露骨に侮蔑したので、恨みを買った。また秦州刺史だったときに漢中を援助した功績を主張して、長年報賞を求めてやまず、朝廷を悩ませた。さらに次男の張仲瑀が武人を抑制するよう上奏したため、張彝父子は軍人の恨みまで買ってしまった。
519年（神亀2年）2月庚午、羽林・虎賁が1000人あまりを率いて、罵声を上げながら尚書省まで行進した。羽林らは張彝の長男の尚書郎張始均の身柄を求めたが得られなかったので、瓦石で尚書省の門を打ち壊した。羽林らは道中で奪った薪に火をつけ、杖や石を武器として、張彝の邸に向かった。邸から張彝を引きずり出すと、侮辱を加えて殴打し、その邸に放火した。張始均と張仲瑀は邸の北の垣を越えて逃走していたが、張始均は父を救いに戻り、羽林らにひれ伏して父の助命を請うた。羽林らは張始均に殴撃を加え、生きたまま張始均を煙火の中に投げ込んで焼き殺した。張仲瑀は重傷を負ったが生き延びた。張彝は重篤で余命わずかであった。近隣の沙門寺に運ばれたが、手の施しようがなかった（羽林の変）。
張彝は孝明帝への口伝えの遺言を残して死去した。享年は59。使持節・衛将軍・冀州刺史の位を追贈された。諡は文侯といった。

## 子女
- 張始均（字は子衡）
- 張仲瑀（司空祭酒・給事中）
- 張珉（著作佐郎）

## 伝記資料
- 『魏書』巻64 列伝第52
- 『北史』巻43 列伝第31